# Robert McMeeking
Robert M. McMeeking é professor de engenharia mecânica na Universidade da Califórnia em Santa Bárbara
Estudou engenharia mecânica na Universidade de Glasgow, com mestrado em 1974 a doutorado em 1977, ambos na Universidade Brown.
É membro da Academia Nacional de Engenharia dos Estados Unidos, eleito em 2005.
Recebeu a Medalha Timoshenko de 2014 e a Medalha William Prager de 2014.